# Edith Wilson

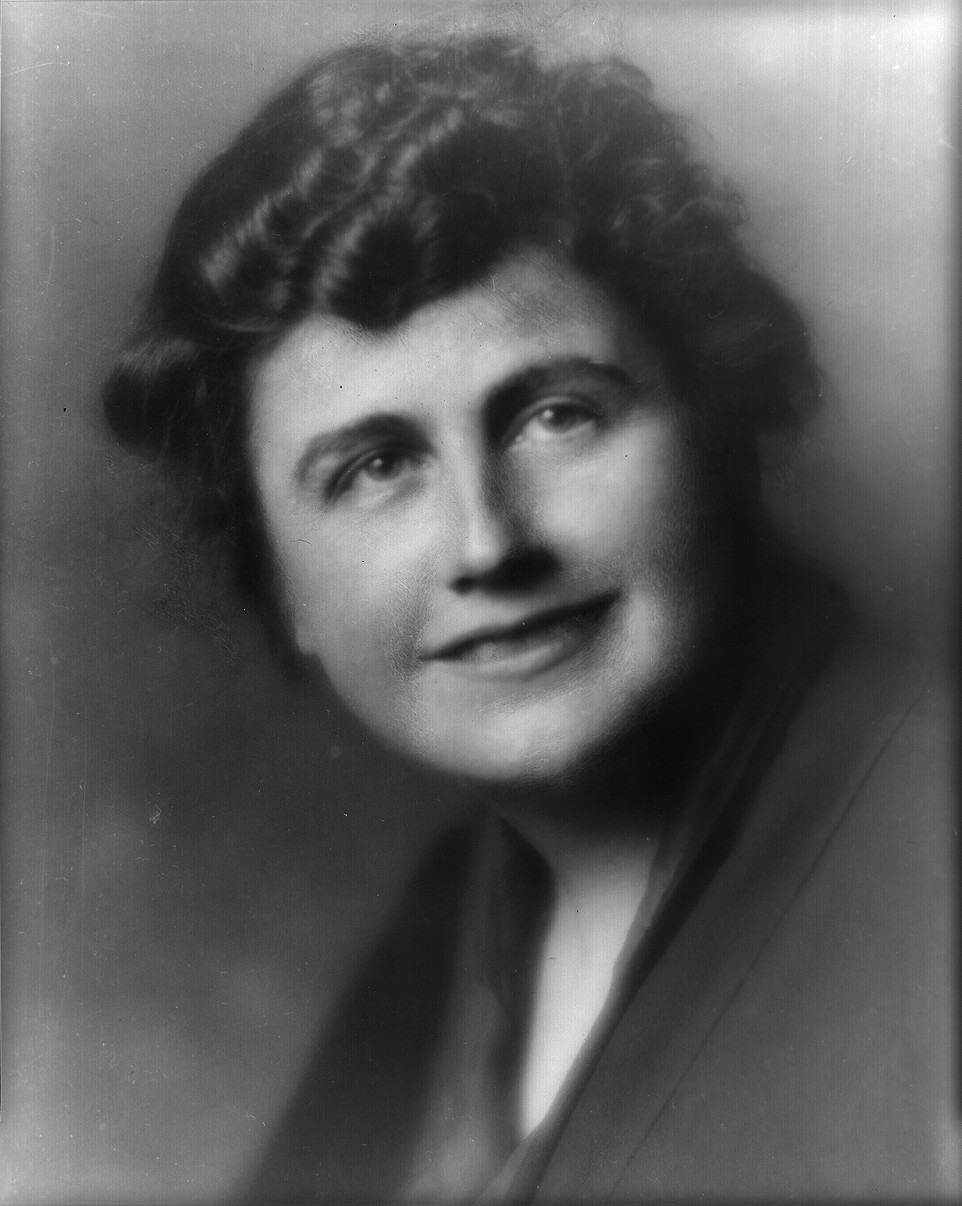
Edith Wilson

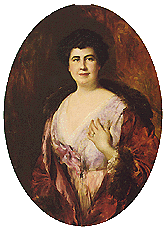
Edith Wilson, Ölgemälde von Adolfo Müller-Ury (1862–1947)

Edith Bolling Galt Wilson (* 15. Oktober 1872 in Whyteville, Virginia als Edith Bolling, verwitwete Galt; † 28. Dezember 1961 in Washington, D.C.) war die zweite Ehefrau des US-Präsidenten Woodrow Wilson und die First Lady der Vereinigten Staaten vom 18. Dezember 1915 bis zum 4. März 1921. Nachdem ihr Mann im Oktober 1919 einen Schlaganfall erlitten hatte, übernahm sie einige Zeit lang wichtige Staatsangelegenheiten.

## Leben und Wirken
Bolling Wilson wurde 1872 als siebtes der elf Kinder des Richters William Holcombe Bolling (1837–1899) und dessen Frau Sarah „Sallie“ Spears White (1843–1925) geboren. Sie waren Mitglieder der virginischen Oberschicht und konnten mit Pocahontas ihre Herkunft auf die ersten Tage der Colony of Virginia zurückverfolgen. Ihre Familie besaß vor dem Sezessionskrieg einige Sklaven, von denen einige als Diener bei der Familie blieben. In ihrer 1939 veröffentlichten Autobiographie My Memoir schrieb Bolling Wilson dazu, dass „die armen Wesen“ (englisch the poor things) ihre neu gewonnene Freiheit nicht verstanden hätten und aus Treue bei ihrer Familie geblieben wären.
Sie besuchte in ihrer Kindheit keine Schulen. Als Fünfzehnjährige immatrikulierte sie im Oktober 1887 zum Musikstudium im Martha Washington College in Abingdon, blieb allerdings nur ein Semester. Im Herbst 1889 besuchte sie die Richmond Female Seminary in Richmond, die im folgenden Frühling geschlossen wurde.
Am 30. April 1896 heiratete sie den Juwelier Norman Galt, mit dem sie in der Hauptstadt Washington, D. C. lebte. Aus der Ehe ging nur ein namenloser Sohn hervor, der 1903 drei Tage nach seiner Geburt verstarb. 1904 wurde dem Ehepaar ein Elektroauto der Columbia Automobile Company geschenkt. Sie gilt als erste Frau in Washington, D. C., die ein Elektroauto fuhr. Nach dem plötzlichen Tod ihres Mannes übernahm Bolling Wilson das verschuldete Unternehmen, das sie erst 1934 weiterverkaufte.
Im März 1915 traf sie den seit einem Jahr verwitweten Präsidenten Woodrow Wilson, der ihr zwei Monate später einen Heiratsantrag machte. Die Heirat erfolgte am 18. Dezember 1915. Als First Lady war sie erwartungsgemäß die Gastgeberin des Weißen Hauses. Zudem diente sie ihrem Mann als emotionale Stütze und informell als Beraterin. Nach dem Eintritt der Vereinigten Staaten in den Ersten Weltkrieg 1917 zeigte sie sich als Unterstützerin der Kriegsanstrengungen und meldete sich freiwillig für das Amerikanische Rote Kreuz. Sie war nach Kriegsende bei der Pariser Friedenskonferenz 1919 anwesend. Als Präsident Wilson im Oktober 1919 einen Schlaganfall erlitt, übernahm sie längere Zeit die Regierungsgeschäfte. Der Ausmaß ihres Einflusses ist umstritten. Sie war in dieser Position nicht unumstritten, lehnte aber eine Machtübernahme durch den Vizepräsidenten ab. Einigen Historikern zufolge war sie damit, wenn auch informell, die erste Präsidentin der Vereinigten Staaten.
Nach dem Ende seiner Amtszeit pflegte Bolling Wilson ihren Mann noch vier Jahre bis zu seinem Tod 1924. Anschließend setzte sie sich für das Gedenken an ihn ein. Sie trat weiterhin mehrmals in der Öffentlichkeit auf, z. B. 1941 beim Eintritt der Vereinigten Staaten in den Zweiten Weltkrieg und 1961 bei der Amtseinführung John F. Kennedys. Im Dezember desselben Jahres verstarb sie an den Folgen einer Herzinsuffizienz.

## Schriften
- My Memoir. Bobbs-Merrill, Indianapolis 1939[3]